# Ле-Бульве
Ле-Бульве́ (фр. Le Boulvé) — колишній муніципалітет у Франції, у регіоні Окситанія, департамент Лот. Населення — 184 осіб (2011).
Муніципалітет був розташований на відстані близько 510 км на південь від Парижа, 95 км на північ від Тулузи, 24 км на захід від Каора.

## Історія
До 2015 року муніципалітет перебував у складі регіону Південь-Піренеї. Від 1 січня 2016 року належав до нового об'єднаного регіону Окситанія.
1 січня 2019 року Ле-Бульве, Фарг, Сен-Матре i Со було об'єднано в новий муніципалітет Порт-дю-Керсі.

## Демографія
Динаміка населення (INSEE ):
Розподіл населення за віком та статтю (2006):
| Стать | Всього | До 15 років | 15-24 | 25-44 | 45-64 | 65-85 | Понад 85 |
| --- | ------ | ----------- | ----- | ----- | ----- | ----- | -------- |
| Чоловіки | 96     | 8           | 16    | 16    | 48    | 8     | 0        |
| Жінки | 96     | 4           | 8     | 16    | 32    | 36    | 0        |
| \| Статево-вікова піраміда \| Статево-вікова піраміда \| Статево-вікова піраміда \| \| ----------------------- \| ----------------------- \| ----------------------- \| \| Чоловіки \| Вік \| Жінки \| \| 0 \| 85 + \| 0 \| \| 0 \| 80-84 \| 16 \| \| 8 \| 75-79 \| 8 \| \| 0 \| 70-74 \| 8 \| \| 0 \| 65-69 \| 4 \| \| 8 \| 60-64 \| 4 \| \| 16 \| 55-59 \| 4 \| \| 8 \| 50-54 \| 24 \| \| 16 \| 45-49 \| 0 \| \| 12 \| 40-44 \| 16 \| \| 0 \| 35-39 \| 0 \| \| 4 \| 30-34 \| 0 \| \| 0 \| 25-29 \| 0 \| \| 4 \| 20-24 \| 4 \| \| 12 \| 15-20 \| 4 \| \| 8 \| 10-14 \| 4 \| \| 0 \| 5-9 \| 0 \| \| 0 \| 0-4 \| 0 \| |        |             |       |       |       |       |          |
| Статево-вікова піраміда |        |             |       |       |       |       |          |
| Чоловіки | Вік    | Жінки       |       |       |       |       |          |
| 0 | 85 +   | 0           |       |       |       |       |          |
| 0 | 80-84  | 16          |       |       |       |       |          |
| 8 | 75-79  | 8           |       |       |       |       |          |
| 0 | 70-74  | 8           |       |       |       |       |          |
| 0 | 65-69  | 4           |       |       |       |       |          |
| 8 | 60-64  | 4           |       |       |       |       |          |
| 16 | 55-59  | 4           |       |       |       |       |          |
| 8 | 50-54  | 24          |       |       |       |       |          |
| 16 | 45-49  | 0           |       |       |       |       |          |
| 12 | 40-44  | 16          |       |       |       |       |          |
| 0 | 35-39  | 0           |       |       |       |       |          |
| 4 | 30-34  | 0           |       |       |       |       |          |
| 0 | 25-29  | 0           |       |       |       |       |          |
| 4 | 20-24  | 4           |       |       |       |       |          |
| 12 | 15-20  | 4           |       |       |       |       |          |
| 8 | 10-14  | 4           |       |       |       |       |          |
| 0 | 5-9    | 0           |       |       |       |       |          |
| 0 | 0-4    | 0           |       |       |       |       |          |

## Економіка
2010 року серед 121 особи працездатного віку (15—64 років) 84 були активними, 37 — неактивними (показник активності 69,4%, у 1999 році було 73,2%). З 84 активних мешканців працювали 72 особи (38 чоловіків та 34 жінки), безробітними було 12 (6 чоловіків та 6 жінок). Серед 37 неактивних 8 осіб було учнями чи студентами, 16 — пенсіонерами, 13 були неактивними з інших причин.

У 2010 році в муніципалітеті числилось 83 оподатковані домогосподарства, у яких проживали 175,0 особи, медіана доходів виносила 13 503 євро на одного особоспоживача